# Edna Purviance
Olga Edna Purviance  (n. 21 octombrie 1895, Paradise Valley⁠(d), Humboldt County⁠(d), Nevada, SUA – d. 11 ianuarie 1958, Hollywood, California, SUA) a fost o actriță americană în timpul epocii filmului mut. A jucat rolul feminin principal în multe filme alături de Charlie Chaplin, alături de care a apărut în peste 30 de filme.

## Filmografie

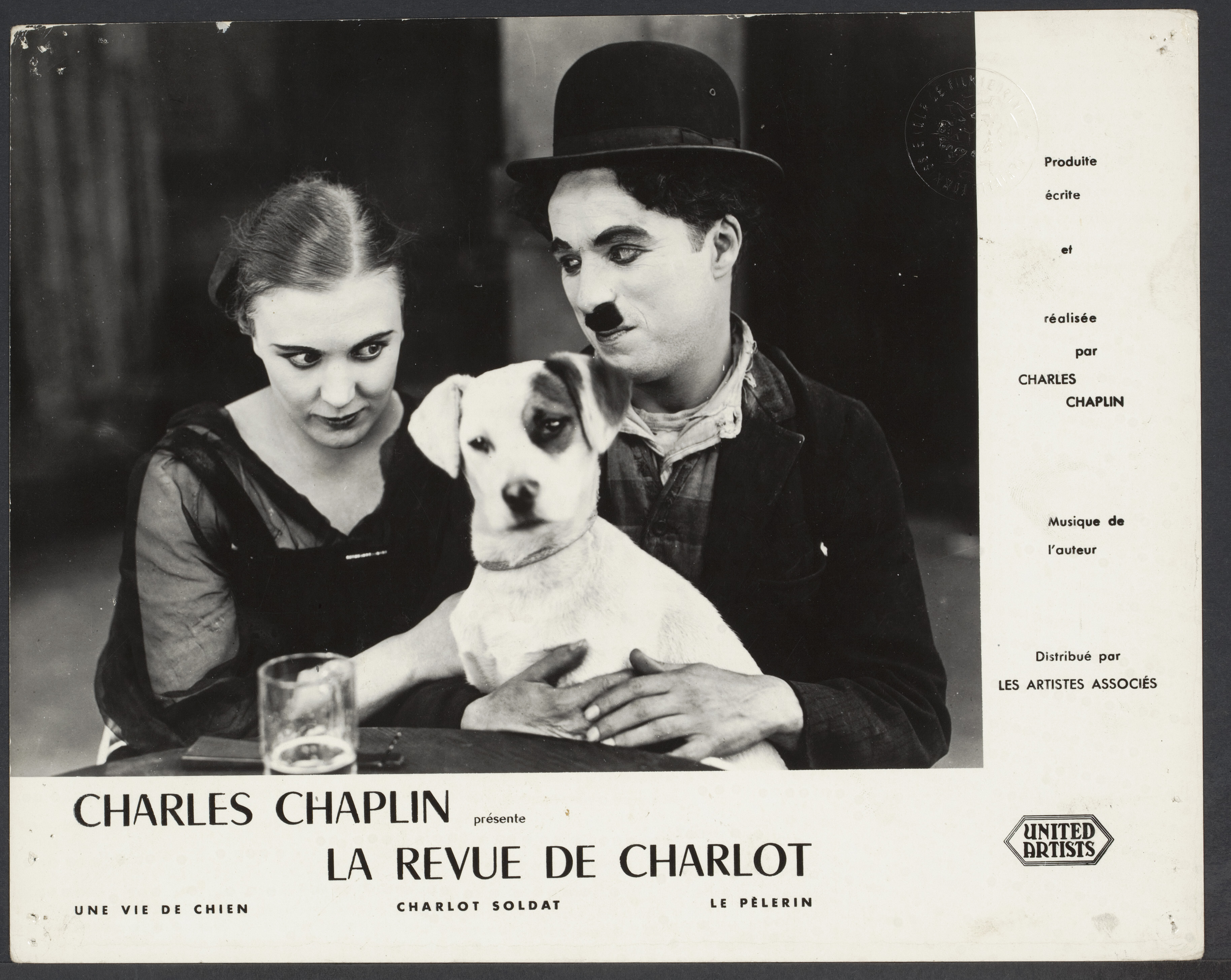
Chaplin și Purviance în Viață de câine (1918)

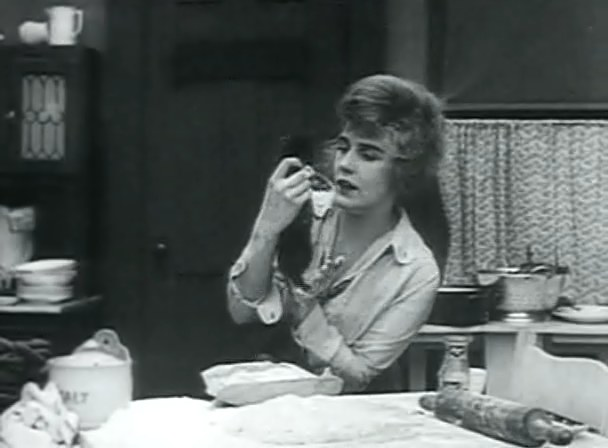
Edna Purviance în The Pawnshop (1916)

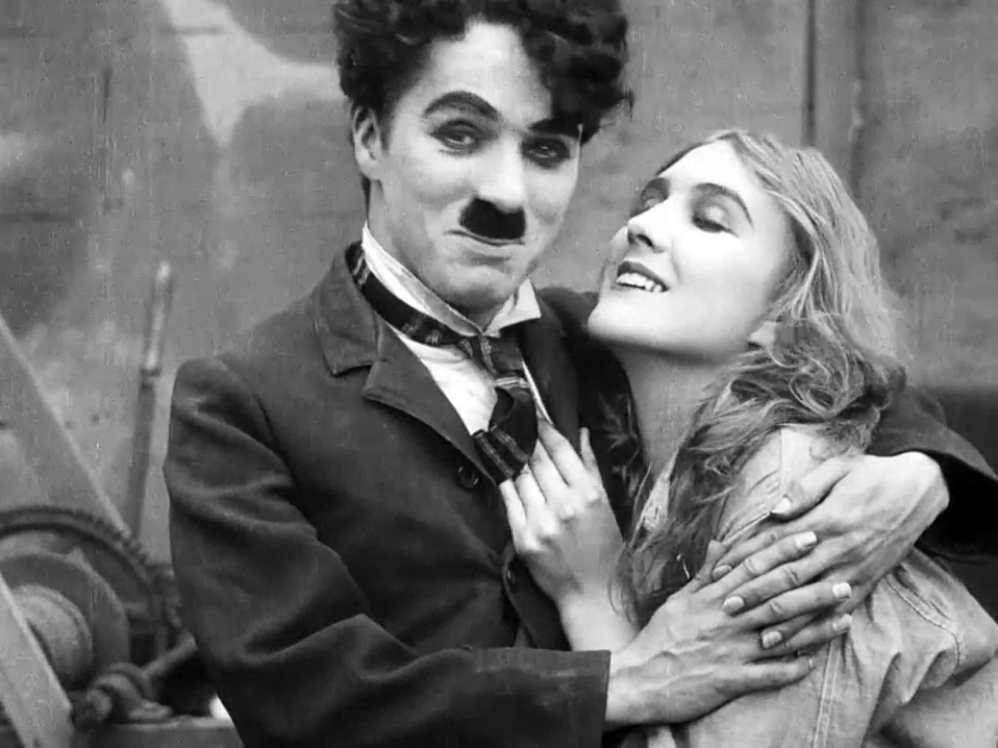
Charlie Chaplin și Edna Purviance în Behind the Screen, 1916

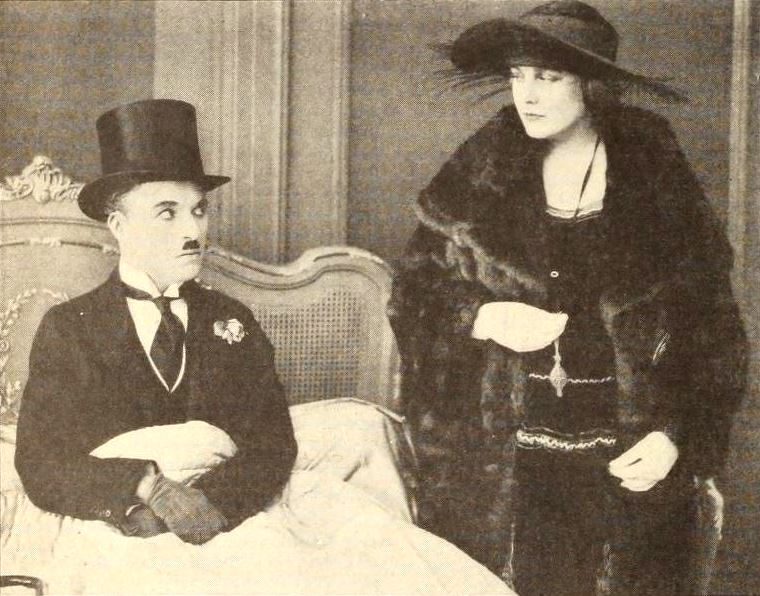
Chaplin și Purviance în The Idle Class, 1921

| An   | Titlu               | Rol                           | Note |
| ---- | ------------------- | ----------------------------- | ---- |
| 1915 | A Night Out         | The Headwaiter's Wife         |      |
| 1915 | The Champion        | Trainer's Daughter            |      |
| 1915 | In the Park         | Soră medicală                 |      |
| 1915 | A Jitney Elopement  | Edna                          |      |
| 1915 | The Tramp           | Farmer's Daughter             |      |
| 1915 | By the Sea          | Man in Top Hat's Sweetheart   |      |
| 1915 | Work                | Maid                          |      |
| 1915 | A Woman             | Daughter of the House         |      |
| 1915 | The Bank            | Edna, a Secretary             |      |
| 1915 | Shanghaied          | Daughter of the Shipowner     |      |
| 1915 | A Night in the Show | Lady in the Stalls with Beads |      |
| 1915 | Burlesque on Carmen | Carmen                        |      |
| 1916 | The Floorwalker     | Manager's secretary           |      |
| 1916 | Police!             | Daughter of the House         |      |
| 1916 | The Fireman         | The Chief's Sweetheart        |      |
| 1916 | The Vagabond        | Fata răpită de țigani         |      |
| 1916 | The Count           | Miss Moneybags                |      |
| 1916 | The Pawnshop        | Daughter                      |      |
| 1916 | Behind the Screen   | The Girl                      |      |
| 1916 | The Rink            | The Girl                      |      |
| 1917 | Easy Street         | The Mission Worker            |      |
| 1917 | The Cure            | The Girl                      |      |
| 1917 | The Immigrant       | Immigrant                     |      |
| 1917 | The Adventurer      | The Girl                      |      |
| 1918 | A Dog's Life        | Bar Singer                    |      |
| 1918 | Triple Trouble      | Maid                          |      |
| 1918 | Shoulder Arms       | French Girl                   |      |
| 1918 | The Bond            | Charlie's Wife                |      |
| 1919 | Sunnyside           | Village Belle                 |      |
| 1919 | A Day's Pleasure    | Mother                        |      |
| 1921 | The Idle Class      | Neglected Wife                |      |
| 1922 | Pay Day             | Foreman's Daughter            |      |

| An   | Titlu               | Rol                | Note                       |
| ---- | ------------------- | ------------------ | -------------------------- |
| 1921 | The Kid             | Mother             |                            |
| 1923 | The Pilgrim         | Miss Brown         |                            |
| 1923 | A Woman of Paris    | Marie St. Clair    |                            |
| 1926 | A Woman of the Sea  | Joan               | Film nelansat Film pierdut |
| 1927 | Education de Prince |                    |                            |
| 1947 | Monsieur Verdoux    | Garden Party Guest | Nemenționată               |
| 1952 | Limelight           | Mrs. Parker        | Nemenționată               |

## În cultura populară

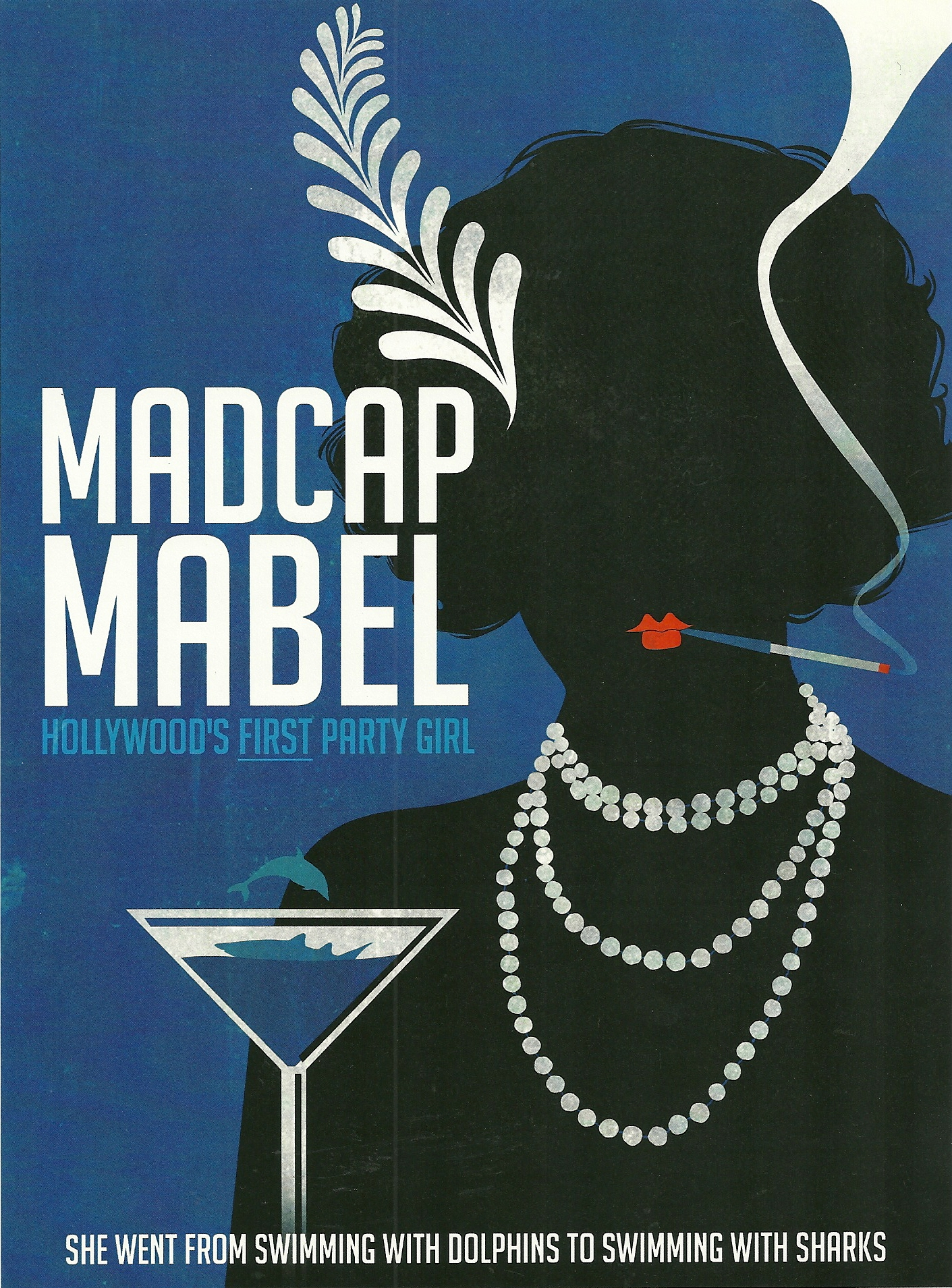
Afișul filmului Madcap Mabel (2010)

Este portretizată de Penelope Ann Miller în filmul Chaplin (1992) și de Katie Maguire în filmul Madcap Mabel (2010).

## Legături externe
- Edna Purviance la Internet Movie Database
- Edna Purviance—tribute and research site
- Edna Purviance at Then & Now
- Edna Purviance la Find a Grave

## Vezi și
- Listă de actori americani (M-Q)
- Listă de oameni din statul Nevada